# マンチェスター・メトロポリタン大学
マンチェスター・メトロポリタン大学 （英語：Manchester Metropolitan University）は、イギリス、マンチェスターにある国立大学。イギリスで学生数が5番目に多い大学である。

## キャンパス
- All Saintsキャンパス
- Aytounキャンパス
- Elizabeth Gaskellキャンパス
- Hollingsキャンパス
- Didsburyキャンパス
- Alsagerキャンパス
- Creweキャンパス

## 歴史
1970年1月1日、マンチェスター・カレッジ・オブ・アート&デザイン、マンチェスター・カレッジ・オブ・コマース（1889年創立）、ジョン･ダルトン・カレッジ・オブ・テクノロジーが合併して、マンチェスター・ポリテクニックが創立。1977年1月1日に、ポリテクニックはディスバリー・カレッジ・オブ・エデュケーションとホーリング・カレッジと合併。1983年1月1日にはシティ･オブ･マンチェスターカレッジ・オブ・ハイヤーエデュケーションと合併した。1987年、教育機関は Northern Consortiumのファンディングメンバーとなる。1992年のFurther and Higher Education Act, 1992により、マンチェスター・メトロポリタン大学となった。大学は1992年の10月1日、クルー&アルサガー・カレッジ・オブ・ハイヤーエデュケーションを、2003年にはマンチェスター・スクール・オブ・フィロソフィーを吸収した。

## 主な出身者
- Amanda Burton／アマンダ・バートン
- Steve Coogan／スティーブ・クーガン　英国俳優
- Jenny Eclair／ジェニー・エクレア
- Graham Fellows／グラアム・フェロー
- Bob Frith／ボブ・フリス
- Malcolm Garrett／マルコム・ガレット　英国グラフィックデザイナー（1956年生まれ）
- Burn Gorman／バーン・ゴーマン　アメリカ俳優
- Richard Griffiths／リチャード・グリフィス
- Bernard Hill／バーナード・ヒル
- Jeff Hordley／ジェフ・ホードリー
- Katie Ormerod／ケイティ・オーメロッド　スノーボード選手[2]
- Mick Hucknall／ミック・ハックネイル　英国ミュージシャン (Simply Red)
- Gethin Jones - Welsh television presenter
- Matthew Kelly／マシュー・ケリー
- Kerrie Taylor／ケリー・テイラー　英国女優
- Natalie Pike／ナタリー・パイク
- John Thomson／ジョン・トムソン　俳優・コメディアン
- Peter Saville／ピーター・セヴィール　英国グラフィックデザイナー
- Julie Walters／ジュリー・ウォルターズ　女優
- Mary Whitehouse／メアリー・ホワイトハウス
- Stephen Whittle／ステファン・ウィットル
- Victoria Wood／ヴィクトリア・ウッド　女優・作家
- Carey Young／カーリー・ヤン
- Gruff Rhys／グリフ・リース　英国ミュージシャン（スーパー・ファーリー・アニマルズ）
- Tom Perker／トム・パーカー（ザ・ウォンテッド） 中退